# Die Urbane. Eine HipHop Partei
Die Urbane. Eine HipHop Partei (kurz du.) ist eine im Mai 2017 in Berlin gegründete deutsche Kleinpartei. Sie verortet sich in der Hip-Hop-Subkultur. Ihr ist bisher bei keiner Wahl der Einzug in ein Parlament gelungen.

## Geschichte
Zu den Gründungsmitgliedern der Partei gehörten 2017 der Rapper Dra-Q (Fabian Blume), der ehemalige Breakdance-Weltmeister Niels Robitzky und DJ Freshfluke, die DJane von Sookee.

## Bundesvorstand
Ab Mai 2017: Niki Drakos und Raphael Moussa Hillebrand als Bundesvorsitzende
Ab 28. November 2020:  Natasha A. Kelly und Raphael Moussa Hillebrand als Bundesvorsitzende, Niki Drakos und Fabian Blume (Dra-Q) als Generalsekretäre.

## Parteiprogramm
Die Urbane fordert eine Bekämpfung von Umweltverschmutzung, den Ausbau erneuerbarer Energien sowie die Förderung des öffentlichen Personennah- und Fernverkehrs. Der Schutz von Mensch und Umwelt soll vor die Interessen der Wirtschaft gestellt werden.
Die Partei setzt sich für Gleichberechtigung und gegen Benachteiligungen aufgrund von Abstammung, Religion, Sprache, Nationalität oder Geschlecht ein. Sie schlägt die Einführung eines bedingungslosen Grundeinkommens, den Anspruch auf eine 32-Stunden-Woche für erwerbstätige Eltern sowie eine einheitliche Kranken- und Pflegeversicherung („Bürgerversicherung“) für alle in Deutschland lebenden Menschen vor.
Die Partei befürwortet die Legalisierung von Cannabis. Rüstungsexporte sowie Auslandseinsätze der Bundeswehr lehnt die Partei ab.
Außerdem engagiert sich Die Urbane für Dekolonisation und gegen Rassismus.

## Wahlergebnisse
Bei der Bundestagswahl 2017 trat sie das erste Mal an und erreichte mit einer Landesliste in Berlin 3032 Zweitstimmen (0,2 % bezogen auf Berlin) und 772 der Erststimmen in Friedrichshain-Kreuzberg – Prenzlauer Berg-Ost. Bei der Bundestagswahl 2021 erhielt die Partei insgesamt 17.861 Stimmen (0,0 % bezogen auf Deutschland). Bei der Wahl zum Abgeordnetenhaus von Berlin 2021 trat sie mit einer Landesliste an und erhielt insgesamt 3.574 Stimmen (0,2 %). Bei der Landtagswahl in Nordrhein-Westfalen 2022 trat die Partei mit einer Landesliste sowie in einem Wahlkreis an und bekam 0,1 % aller Zweitstimmen. Zur Landtagswahl in Bayern 2023 kooperierte die Urbane zusammen mit mut mit der Linken und stellte Kandidaten auf deren Liste.